# Quissac, Gard
Quissac är en kommun i departementet Gard i regionen Occitanien i södra Frankrike. Kommunen ligger i kantonen Quissac som tillhör arrondissementet Le Vigan. År 2022 hade Quissac 3 449 invånare.

## Befolkningsutveckling
Antalet invånare i kommunen Quissac
Referens:INSEE